# Xuân Lan
Xuân Lan tên đầy đủ Nguyễn Thị Xuân Lan (sinh ngày 12 tháng 8 năm 1978 tại Thành phố Hồ Chí Minh, có quê gốc tại xã Xuân Lạn (nay là xã Hải Xuân) thành phố Móng Cái, Quảng Ninh) là một siêu mẫu, diễn viên và đạo diễn thời trang người Việt Nam.

## Tiểu sử và sự nghiệp
Xuân Lan vào nghề năm 1994. Lúc này người mẫu chủ yếu đi diễn trong các chương trình ca nhạc thời trang. Đến năm 1998 thì nghề mẫu ở Việt Nam bắt đầu đi vào quỹ đạo và có những cuộc thi chuyên nghiệp. Và mãi đến năm 1999-2000, những show diễn của các thương hiệu nổi tiếng thế giới vào Việt Nam thì người mẫu mới bắt đầu có sàn diễn runway riêng và liên tục phát triển không ngừng trong suốt hai thập niên vừa qua. Cô nổi tiếng với gương mặt và phong cách lạnh lùng, thân hình mảnh khảnh với mái tóc cắt ngắn cá tính kiểu ma-nơ-canh, nổi bật trong giới thời trang lúc bấy giờ. Ngoài công việc là một vedette trên sàn diễn, Xuân Lan còn tham gia diễn xuất trong một số bộ phim như Những cô gái chân dài, Tóc rối, Người mẫu và các vở diễn Sát thủ hai mảnh, Họng súng vô hình, Bikini. Sau khi tuyên bố giải nghệ năm 2008, cô tập trung vào công việc đào tạo những người mẫu trẻ và làm đạo diễn các chương trình thời trang. Xuân Lan được mời làm giám khảo Vietnam's Next Top Model mùa thứ hai năm 2011, mùa thứ ba năm 2012 và mùa thứ 5 năm 2014.

### Phim đã đóng
- Những cô gái chân dài
- Tóc rối
- Người mẫu
- Vua sân cỏ
- Bếp của mẹ
- Tiệm bánh Hoàng tử bé
- Tiệm bánh Hoàng tử bé 2
- Bay vào cõi mộng
- Mối tình đầu của tôi
- Dòng sông huynh đệ
- U6U7
- Cái giá của hạnh phúc

### Kịch đã đóng
- Sát thủ hai mảnh
- Họng súng vô hình
- Bikini
- Võ công tiểu quái